# Bleda

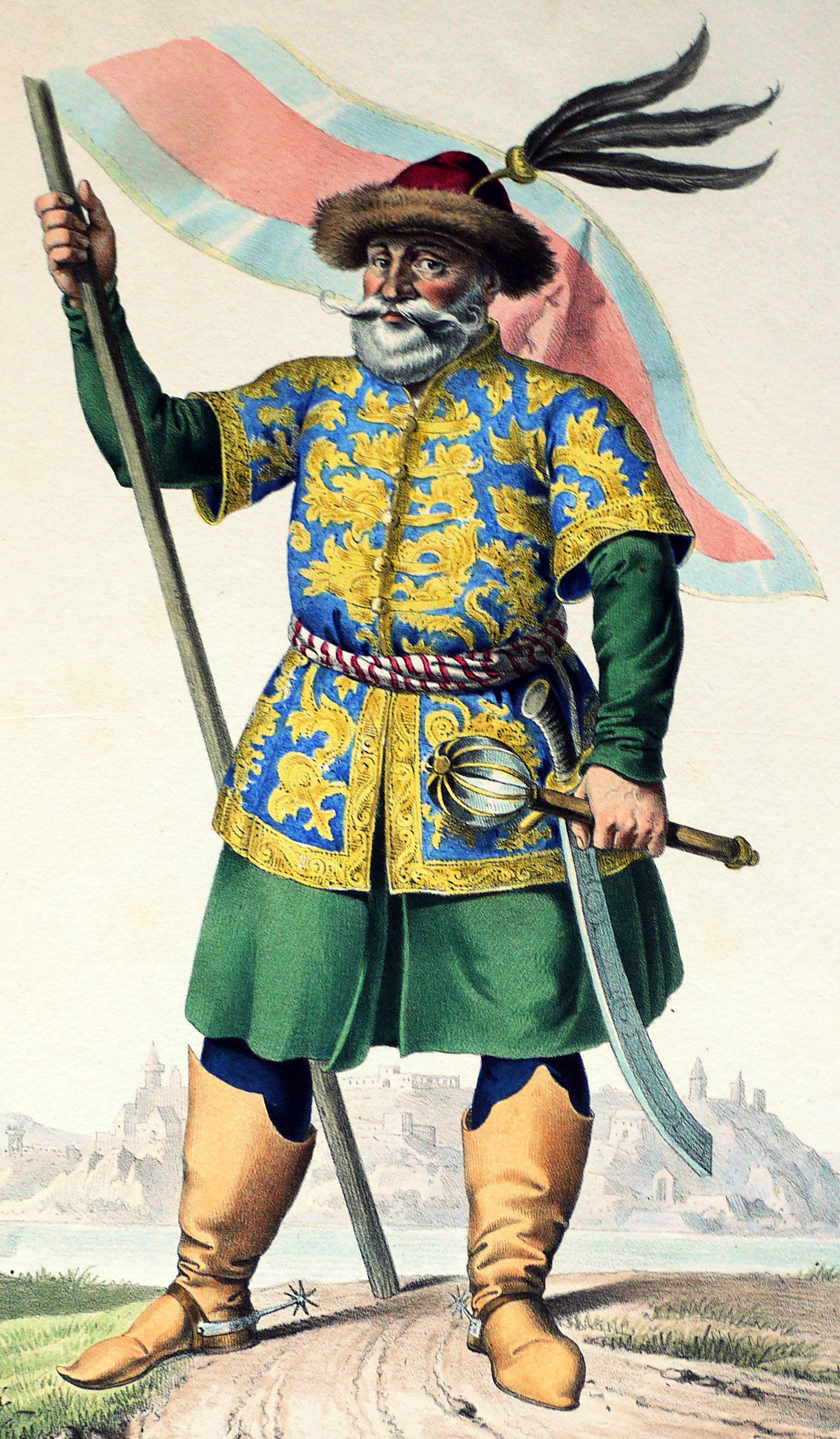
Bleda Litho

Bleda (tên theo tiếng Latinh) hay Buda (390 – 445) là một thủ lĩnh người Hung và là em trai của vua người Hung Attila, ông là người đồng cai trị với Attila cho đến năm 445. Bleda là cháu trai của vua Rugila, và anh trai cả của ông là Attila. Cả hai anh em cùng lên ngôi vua người Hung và cùng có những kế hoạch chinh phục lãnh thổ, mở rộng không gian sinh tồn của người Hung qua những đợt thiên di. Trong khi Attila ngự trị phần đất ngày nay là România thì Bleda cai quản vùng đất mà bây giờ là Hungary. Ông trị vì người Hung cho đến khi qua đời vào năm 445. Theo nhà sử học La Mã là Jordanes, "Bleda trị vì phần lớn người Hung" (Bleda magnae parti regnabat Hunnorum).
Bleda đã bị biến khỏi lịch sử một cách nhanh gọn, đột ngột và đẫm máu. Theo nhà chép sử Prosper người xứ Aquitaine: "Attila, vua của người Hung, sát hại Bleda - vua em và cộng sự của ông ta trong Triều đình, và buộc những thần dân của ông này phải thần phục ông ta" (Attila rex Hunnorum Bledam fratrem et consortem in regno suo perimit eiusque populos sibi parere compellit). Có nhiều giải thuyết về cái chết của ông như do vua anh Attila mưu sát ông trong một chuyến đi săn để độc chiếm ngai vàng hay ông bị chết trong một cuộc đi săn do bị một con lợn lòi húc chết, và một giải thuyết cho rằng trong chuyến đi săn, ông rắp tâm lập mưu hãm hại Attila, bố trí cung thủ phục kích quanh bãi săn bắn để giết Attila, nhưng vì Attila là một chiến binh dũng mãnh, thiện chiến nên đã tiêu diệt Bleda và các tay cung thủ của ông. Sau cái chết của Bleda, Attila độc chiếm ngai vàng và trở thành vị vua duy nhất của người Hung và cũng mở ra một thời kỳ chinh phục huy hoàng của người Hung. Tên của ông được đặt cho nhiều miền đất ở Hungary.